# Kolsko (gemeente)
De gemeente Kolsko is een landgemeente in het Poolse woiwodschap Lubusz, in powiat Nowosolski.
De zetel van de gemeente is in Kolsko.
Op 30 juni 2004 telde de gemeente 3235 inwoners.

## Oppervlakte gegevens
In 2002 bedroeg de totale oppervlakte van gemeente Kolsko 80,57 km², waarvan:
- agrarisch gebied: 44%
- bossen: 45%

De gemeente beslaat 10,46% van de totale oppervlakte van de powiat.

## Demografie
Stand op 30 juni 2004:
| Omschrijving                   | Totaal | Totaal | Vrouwen | Vrouwen | Mannen | Mannen |
| ------------------------------ | ------ | ------ | ------- | ------- | ------ | ------ |
| eenheid                        | aantal | %      | aantal  | %       | aantal | %      |
| inwoners                       | 3235   | 100    | 1643    | 50,8    | 1592   | 49,2   |
| bevolkingsdichtheid (inw./km²) | 40,2   | 40,2   | 20,4    | 20,4    | 19,8   | 19,8   |

In 2002 bedroeg het gemiddelde inkomen per inwoner 1443,5 zł.

## Administratieve plaatsen (sołectwo)
Jesiona, Kolsko, Konotop, Lipka, Mesze, Sławocin, Tyrszeliny, Uście.

## Overige plaatsen
Głuszyca, Jesionka, Karszynek, Marianki, Strumianki, Strumiany, Święte, Tatarki, Zacisze.

## Aangrenzende gemeenten
Bojadła, Kargowa, Nowa Sól, Wolsztyn, Sława